# Bernhard zu Solms-Braunfels (Offizier, 1839)
Prinz Bernhard Friedrich Wilhelm zu Solms-Braunfels (* 26. Juli 1839 im Schloss Liechtenstein bei Mödling; † 17. Februar 1867 in Wien) war ein österreichischer Offizier.

## Leben
Bernhard war Angehöriger des deutschen Fürstengeschlechts Solms-Braunfels. Er war der Sohn von Prinz Wilhelm zu Solms-Braunfels (1801–1868) und Gräfin Maria Kinsky von Wchinitz und Tettau (1809–1892), Tochter von Graf Franz de Paula Joseph Kinsky von Wchinitz und Tettau und seiner Frau Gräfin Therese von Wrbna und Freudenthal. Seine Großeltern väterlicherseits waren Friedrich Wilhelm zu Solms-Braunfels und Friederike von Mecklenburg-Strelitz, die spätere Königin Hannovers.
Prinz Bernhard starb an einer Verwundung, die er beim Duell mit dem hannoverschen Offizier Erhard Graf Wedel empfangen hatte.

## Werdegang
1859 Eintritt in das österreichische Militär. 1861 Oberleutnant im Kürassier-Regiment König Max von Baiern Nr. 2 in Kecskemét (Ungarn). 1864 Rittmeister im Kürassier-Regiment Kaiser Franz Joseph Nr. 1 in Güns. 1866 Königlich und Kaiserlicher Hauptmann im 11. Artillerie-Regiment.

## Ehe
Prinz Bernhard blieb unverheiratet. Er hielt sich 1866 zu Kriegsoperationen in Ungarn auf und verliebte sich dort in eine junge Bürgerliche, die er heiraten wollte. Verschiedene Umstände verhinderten die Ehe jedoch, und so trennte er sich schweren Herzens von ihr.

## Werke
- Ueber die Aufgaben der Reiterei. In: Streffleur’s österreichischer Militärzeitschrift.
- Unsere Aufgabe. In: Streffleur's österreichischer Militärzeitschrift.